# 間部詮長
間部 詮長（まなべ あきなが）は、江戸時代中期の旗本。赤坂間部家当主・間部詮衡の長男。妻は秋田季成の娘。
正徳5年（1715年）、間部詮衡の長男として生まれる。享保10年（1725年）11月、赤坂間部家の家督と遺領を継ぎ小普請になる。享保16年（1731年）4月、詮長の屋敷が焼失する。元文元年（1736年）7月、才三郎から図書に改名する。寛保元年（1741年）10月には西丸書院番になり世子時代の徳川家重に仕えた。延享2年（1745年）10月、鯖江藩主間部詮方の名代を勤めた褒美として、鯖江藩から「干鯛一折・御樽代三百疋」を賜る。宝暦2年（1752年）7月、屋敷地を愛宕下から三河台へ移転する。明和3年（1766年）9月、死去。享年52。家督は長男の詮番が継いだ。